# Kilsyth
Kilsyth is een plaats in het Schotse bestuurlijke gebied North Lanarkshire en telt ongeveer 10.000 inwoners. De plaats ligt halverwege Glasgow en Stirling.
Historisch gezien is Kilsyth onderdeel van het historische graafschap Stirlingshire. De plaats ligt ongeveer 60 meter boven zeeniveau op een smalle strook land tussen de Kilsyth Hills en de rivier Kelvin. Kilsyth ligt van oudsher op een van de hoofdroutes tussen Glasgow, Falkirk en Edinburgh, dicht bij de Muur van Antoninus, de Forth and Clyde Canal en de spoorlijn tussen Glasgow en Edinburgh. Het dichtstbijzijnde station is het station Croy. Vroeger had Kilsyth zelf twee stations op de Kelvin Valley Railway en de Kilsyth and Bonnybridge Railway. Door de plaats loopt de A803 die de verbinding vormt met Kirkintilloch, Bishopbriggs en Glasgow in het westen en met Bonnybridge, Falkirk, Linlithgow en Edinburgh in het oosten. 

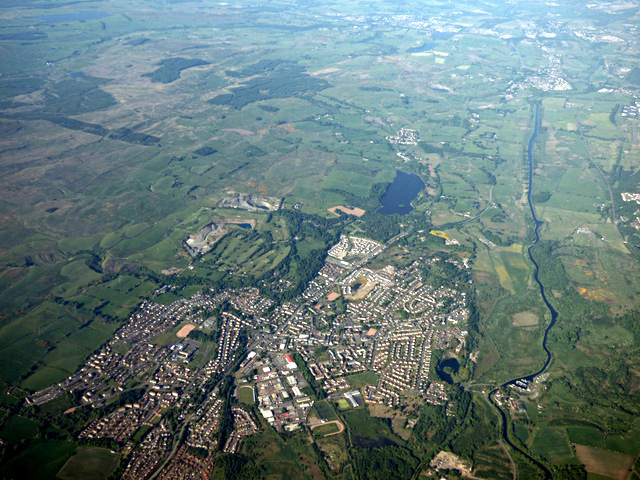
Kilsyth vanuit de lucht.

## Geboren
- David McCallum sr. (1897-1972), violist en concertmeester
- Tom Walker (1991), singer-songwriter

## Partnerstad
- Meulan-en-Yvelines